# Alderston House
Alderston House ist ein Herrenhaus nahe der schottischen Stadt Haddington in der Council Area East Lothian. Es entstand in den 1790er Jahren und wurde 1971 als Denkmal der Kategorie B in die schottischen Denkmallisten aufgenommen. Die zugehörige Remise ist als Denkmal der höchsten Kategorie A klassifiziert.
Ab den 1930er Jahren beherbergte Alderston House ein Genesungsheim und wurde später an den National Health Service verkauft. Der Rat von East Lothian erwarb es schließlich im Jahre 1975 und nutzt es als Bürogebäude. Seit längerer Zeit existieren Pläne dort ein Krematorium einzurichten.

## Beschreibung
Alderston House liegt abseits der A1 wenige hundert Meter nördlich von Haddington. Das dreistöckige Gebäude ist im klassizistischen Stil gestaltet. Die südexponierte Frontseite ist fünf Achsen weit. Zwei flankierende Pavillons liegen zurückversetzt. Links wurde in den 1830er Jahren ein kurzer Flügel hinzugefügt, welcher die Symmetrie bricht. Das zentrale, zweiflüglige Eingangsportal ist mit Portikus gestaltet. Dieser ist mit zwei Paaren dorischer Säulen und schlichtem Fries gearbeitet. Die Fassade schließt mit einem schlichten Dreiecksgiebel. Die flankierenden Pavillons sind zweistöckig. Während entlang der Frontseiten der graue Sandstein freiliegt, sind die Flanken mit Harl verputzt. Das Gebäude schließt einem grauen Schieferdach.

## Remise
Die Remise liegt 100 m nördlich des Herrenhauses. Sie wurde wahrscheinlich um 1750 erbaut, wobei es sich bei der südlichen Hälfte möglicherweise um einen Anbau aus den 1790er Jahren handelt. Als Architekt kommt John Douglas in Frage. Das Mauerwerk des klassizistischen Bauwerks besteht aus Bruchstein und ist mit Harl verputzt. Ein wuchtiger Portikus mit vier toskanischen Säulen und Dreiecksgiebel dominiert die nordexponierte Frontseite. Die flankierenden Toröffnungen schließen mit gedrückten Segmentbögen mit Schlusssteinen. Die Gebäuderückseite ist fünf Achsen weit. An den hervortretenden Achsen 1,3 und 5 sind Zwillingsfenster verbaut. In dem restaurierten Gebäude sind heute Wohnungen untergebracht.